# Michael Lilander
Michael Lilander (* 10. Juni 1997 in Tallinn) ist ein estnischer Fußballspieler, der beim FC Flora Tallinn unter Vertrag steht.

## Karriere

### Verein
Michael Lilander begann seine Karriere beim JK Loo und Nõmme United. Ab 2013 spielte er für Nõmme in der vierthöchsten Liga in Estland. Nach zwei Spielzeiten wechselte er im Jahr 2015 zum estnischen Erstligisten Paide Linnameeskond. Direkt nach seinem Wechsel nach Paide stand er im Mai 2015 im Pokalfinale, das gegen den FC Nõmme Kalju verloren wurde. Im Februar 2019 wechselte Lilander zum FC Flora Tallinn.

### Nationalmannschaft
Für die Nationalmannschaften von Estland kam Lilander ab dem Jahr 2013 zum Einsatz. Dabei spielte er in der U-17, U-19, U-21 und U-23. Am 23. November 2017 debütierte er in der A-Nationalmannschaft gegen Vanuatu in Port Vila.